# Francheville (Côte-d’Or)
Francheville település Franciaországban, Côte-d’Or megyében. Lakosainak száma 258 fő (2022. január 1.). Francheville Courtivron, Saint-Martin-du-Mont, Val-Suzon, Vaux-Saules, Vernot, Curtil-Saint-Seine, Frénois és Lamargelle községekkel határos.

## Népesség
A település népességének változása:
| Lakosok száma | 132  | 142  | 205  | 246  | 246  | 267  | 285  | 292  | 280  | 258  |
|               | 1968 | 1982 | 1990 | 2006 | 2013 | 2015 | 2017 | 2019 | 2020 | 2022 |